# FANUC

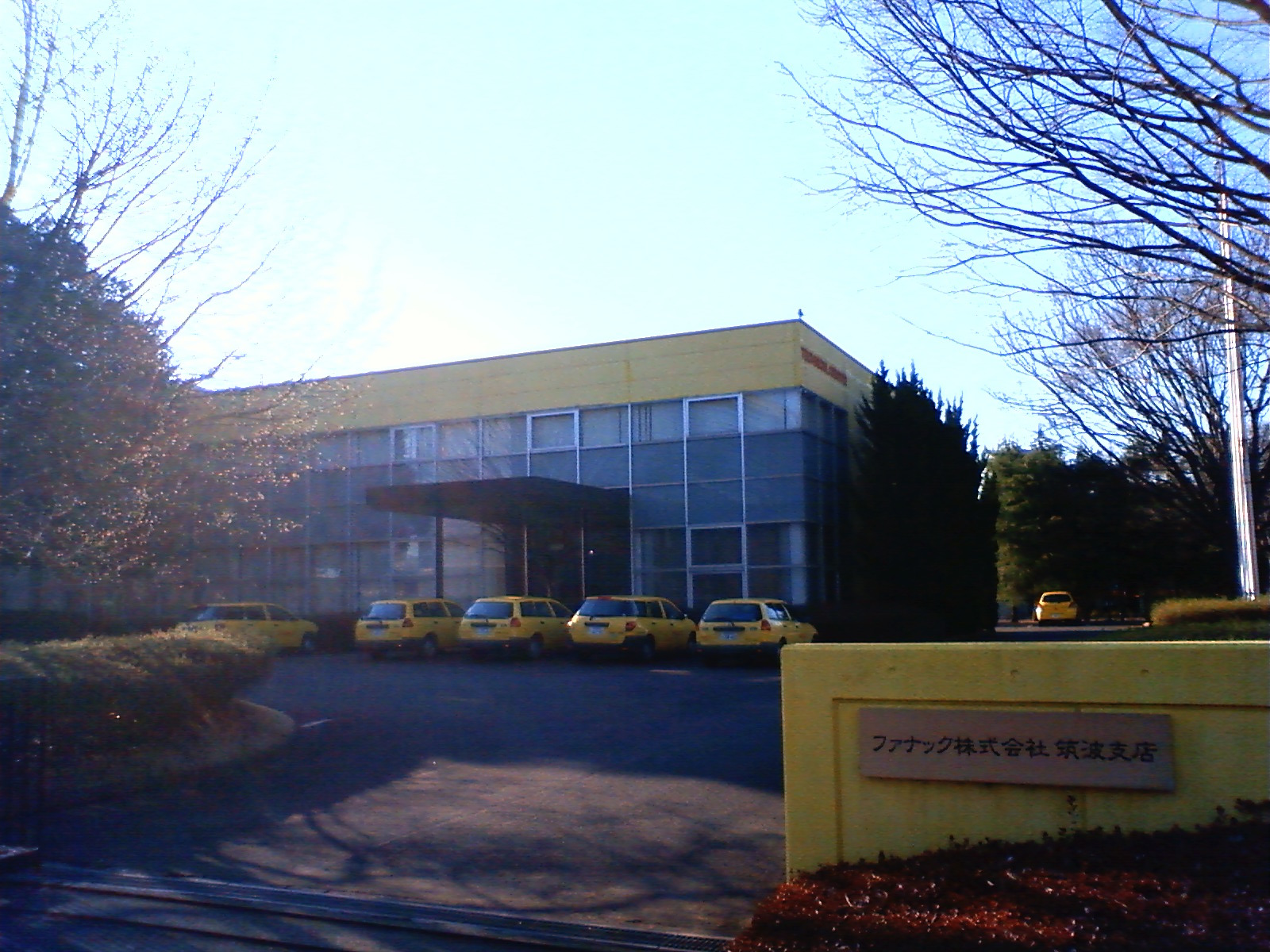
Des locaux de Fanuc à Ibaraki

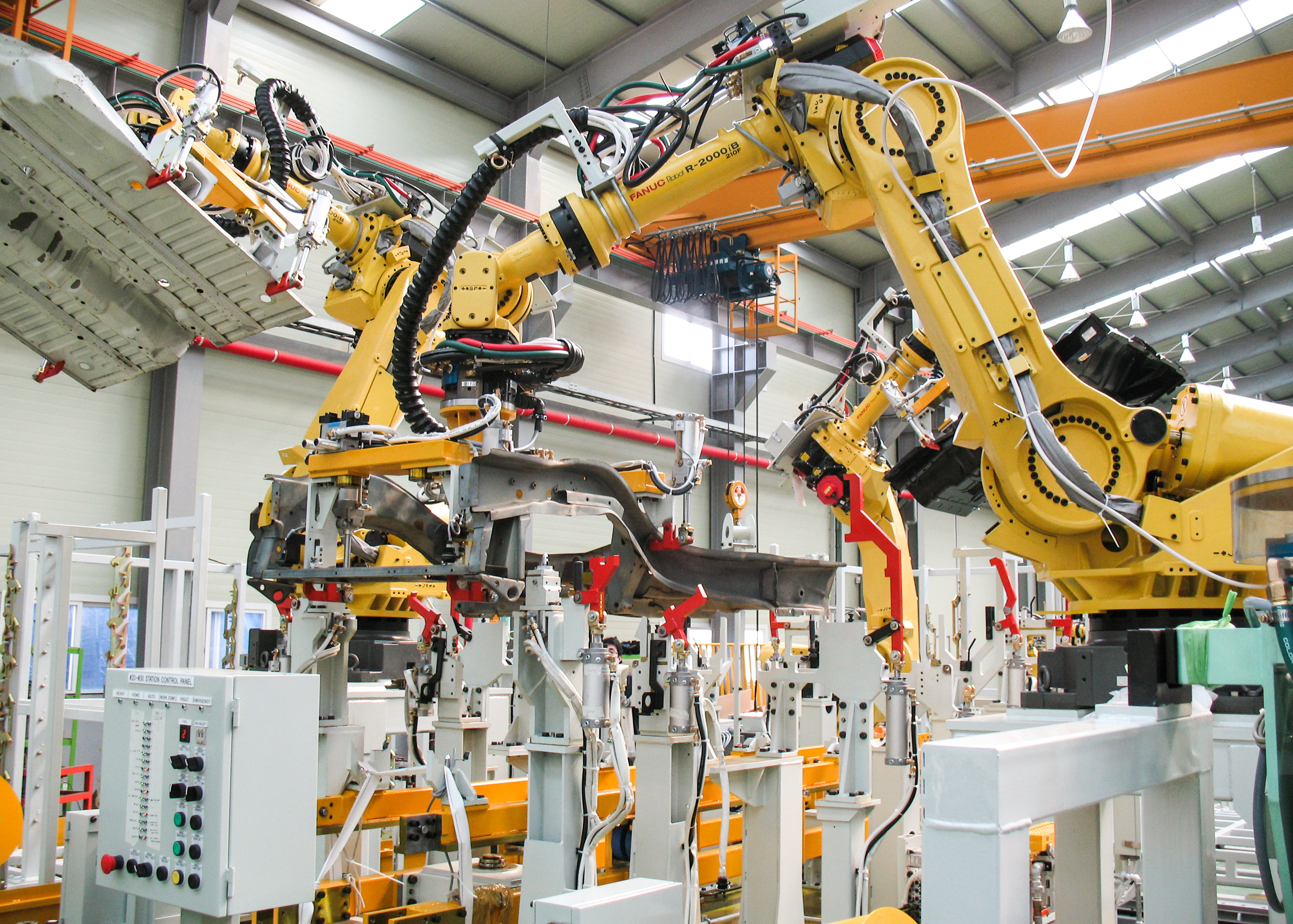
Robots FANUC R2000iB

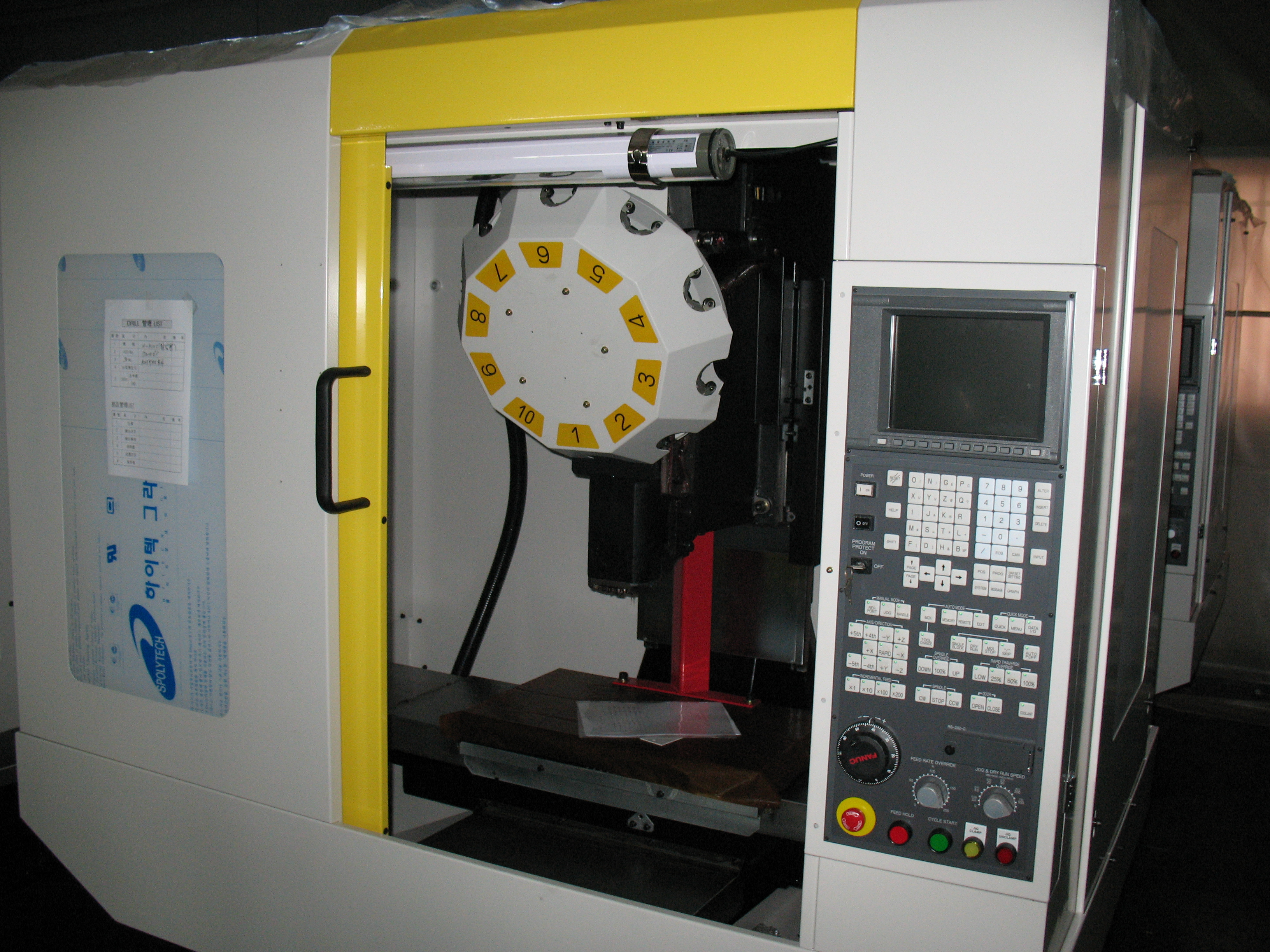
Centre d'usinage FANUC Robodrill

FANUC (abréviation de Fuji Automatic NUmerical Control) est un fabricant japonais de robots industriels, de centres d'usinages et de commandes numériques pour machine-outil.
Le cours de l'action de FANUC fait partie du TOPIX 100.

## Historique
En 1955, Fujitsu contacte Seiuemon Inaba, un ingénieur, pour diriger une nouvelle filiale destinée au domaine de la commande numérique. Cette forme d'automatisation consistait à envoyer des instructions codées via une bande perforée ou magnétique à des moteurs qui contrôlaient le mouvement des outils, créant ainsi des versions programmables des tours, des presses et des fraiseuses. 
En 1958, après avoir investi massivement dans la recherche et le développement, Seiuemon Inaba et son équipe de 500 employés ont expédié la première machine à commande numérique de Fujitsu à Makino Milling Machine Co. En 1972, la division de contrôle informatique est devenue indépendante et la société FANUC Ltd a été créée. La phase suivante est la commande numérique par ordinateur, qui s'appuie sur le G-code, un langage de programmation standard. À l'époque, les dix plus grandes sociétés de commande numérique par ordinateur du monde étaient basées aux États-Unis, mais en 1982, FANUC avait conquis la moitié du marché mondial de la commande numérique par ordinateur.
Seiuemon Inaba lance le groupe en 1972 à partir d'une filiale du géant de l'électronique Fujitsu.
Depuis 2001, l'entreprise a mis en place un système de fabrication dans le noir, où des robots construisent d'autres robots sans surveillance humaine jusqu'à 30 jours et à une vitesse de 50 par période de 24 heures.

## Marché et production
En 2004, FANUC est l'entreprise qui produit le plus de robots industriels au monde, avec une production annuelle de plus de 10 000 unités. En 2018, le groupe est toujours le numéro un mondial des robots industriels et des commandes numériques par ordinateur.
Les machines de Fanuc sont utilisées par les grands constructeurs automobiles, par Apple pour ses iPhones, dans l'agroalimentaire, dans la production de composants aéronautiques, ou encore pour appliquer le vernis sur les guitares Fender. Aux Etats-Unis, Fanuc a une part de marché de plus de 50 % en 2018, et entre 20 et 25 % en Chine.
Fanuc possède début 2018 33 usines, uniquement au Japon, qui produisent 6 000 robots par mois quand ABB, son principal concurrent, ne peut en produire que 3 000.